# Pedinophyllopsis abdita
Pedinophyllopsis es un género monotípico de musgos hepáticas perteneciente a la familia Geocalycaceae. Su única especie Pedinophyllopsis abdita, es originaria de la   Antártida; Islas Malvinas; Nueva Zelanda.

## Taxonomía
Pedinophyllopsis abdita fue descrita por (Sull.) R.M.Schust. & Inoue y publicado en Phytologia 47: 311. 1981
Sinonimia
- Leioscyphus abditus (Sull.) Stephani
- Plagiochila abdita Sull. basónimo[3]